# Imagine TV
Imagine TV foi um canal de entretenimento geral em hindi, de propriedade da Turner Broadcasting System, com sede em Nova Déli.

## História

### Lançamento
O canal foi criado pelo NDTV Group sob a liderança do ex-CEO da STAR India, Sameer Nair. O canal foi lançado na Índia em 21 de janeiro de 2008 como NDTV Imagine. O canal foi originalmente lançado pela NDTV em parceria com a NBCUniversal, que deixou a parceria em outubro de 2009.
Em dezembro de 2009, o serviço de vídeo online e móvel NyooTV fechou um acordo com o NDTV Imagine para distribuir programas de TV atuais e antigos na plataforma.

### Venda para a Turner
Em 8 de dezembro de 2009, foi anunciado que a Turner Asia Pacific Ventures (uma subsidiária da Turner Broadcasting System) adquiriu uma participação de 92% na NDTV Imagine Ltd. A participação de 76% da NDTV na NDTV Imagine seria transferida para a Turner por US$ 67 milhões, e a Time Warner também adquiriria novas ações no valor de US$ 50 milhões para alcançar um controle de 92%. A NDTV Imagine Ltd. operava os canais de televisão NDTV Imagine, NDTV Lumiere e NDTV Imagine Showbiz, além de produções cinematográficas. A transferência de ações, totalizando 85,68% da NDTV Imagine Ltd., foi feita pela NDTV Networks Plc para a Turner Asia Pacific Ventures. Os três canais passaram a fazer parte da Turner General Entertainment Networks, uma holding que injetaria novos recursos para financiar o crescimento da rede. A marca "NDTV" foi removida, e os canais foram renomeados como Imagine TV, Lumiere Movies e Imagine Showbiz. O Imagine Showbiz foi vendido em janeiro de 2011 para a Reliance Broadcast Network.

### Extinção
Em 12 de abril de 2012, foi anunciado que o Imagine TV fecharia, já que o canal lutava por audiência em meio à concorrência de canais de entretenimento rivais em hindi, onde foi superado até mesmo pelo recém-lançado Life OK. O canal enfrentou o mesmo destino de seu canal irmão Real. Embora todas as suas operações comerciais fossem encerradas com efeito imediato, o canal continuou a transmitir reprises a partir de 13 de abril, até que as obrigações oficiais terminassem para cessar completamente as transmissões.
O canal foi desligado à meia-noite de 11 de maio de 2012 na Índia. Em 12 de maio de 2012, foi removido de todas as operadoras. O site do Imagine TV também foi fechado e todos os episódios e promoções foram excluídos do canal do YouTube.
No Oriente Médio, o Imagine TV fechou em 30 de maio de 2012, quando foi substituído pelo Imagine Movies. O feed do Imagine Dil Se no Reino Unido e na Irlanda foi encerrado em 6 de julho de 2012. O slot do canal na Sky foi comprado pela Viacom18 para lançar o Rishtey, um canal irmão gratuito da Colors TV.